# Abdul Aziz
Abdul Aziz, ledare för den radikala muslimska församlingen i Röda moskén i Pakistans huvudstad Islamabad.
Utifrån moskén har Aziz under våren 2007 framfört krav om att införa sharialagar och genomfört flera, moraliskt färgade politiska aktioner som väckt stor uppmärksamhet. Unga män och kvinnor har angripit musik- och dvd-butiker, rövat bort kvinnor som anklagats för prostitution, och till och med kidnappat poliser.
Den 3 juli utbröt eldstrid mellan Aziz anhängare och pakistanska säkerhetsstyrkor, sedan ett antal studenter försökt ockupera en intilliggande regeringsbyggnad. 
Den 4 juli införde myndigheterna utegångsförbud kring moskén. Abdul Aziz försökte fly utklädd i burkha, men greps. Ett tusental studenter gav upp och greps.
Abdul Aziz uppmanade även i en tv-intervju sina anhängare att ge upp. I den udda intervjun bar han fortfarande den heltäckande kvinnoklädsel han försökt fly i. 
En radikal kärna av islamister vägrade dock lyda sin ledares ord. En av dessa är Aziz bror, Abdul Rashid Ghazi, som istället dödades när pakistanska styrkor stormade moskén den 10 juli 2007.